# Saint-Marcellin (Isère)
 Saint-Marcellin  es una población y comuna francesa, en la región de Ródano-Alpes, departamento de Isère, en el distrito de Grenoble y cantón de Saint-Marcellin.

## Demografía
| 5298 | 6186 | 6779 | 6795 | 6696 | 6955 |
| Para los censos de 1962 a 1999 la población legal corresponde a la población sin duplicidades (Fuente: INSEE [Consultar]) |      |      |      |      |      |

## Gastronomía
Esta comuna da nombre a un queso, cuya producción se extiende hoy en día por unas 300 comunas del departamento del Isère y de los vecinos de Drôme y Saboya.
- Datos: Q521432
- Multimedia: Saint-Marcellin (Isère) / Q521432